# 李宗賢
李宗賢（1994年6月29日—），外號小花賢，為台灣棒球選手，目前效力於中華職棒富邦悍將，也是21U與光州世大運冠軍隊成員。因於21U與從小學五年級起至高中同為隊友的曹佑寧組成「九一連線」，扮演發動或串聯攻勢角色表現稱職，獲得最佳三壘手而受到關注。
其本於2015年欲投入選秀，然最後因希望拿到文憑，並累積更多作戰經驗而作罷。隔年參與季中選秀，被義大犀牛以第三輪第十順位選中，經過一波三折的交涉過程，且一度面臨因簽約金總額限制而被「棄保」的危機，才在新東家富邦金願意幫付簽約金的情形下，以360萬簽約金為條件，與申皓瑋（第一輪第二順位）、陳仕朋（第二輪第六順位）、劉家愷（第七輪第26順位）一起加入犀牛軍團。
李宗賢的加盟，時任總教練葉君璋更期望往後其能改任游擊手。李宗賢在2016年至2017年的球季擔任三壘手，2018年至2022年以擔任游擊手為主。2023年又再次主要擔任三壘手，2024年新任總教練陳金鋒與日本籍的內野教練討論後，決定讓李宗賢改擔任二壘手。

## 經歷
- 台北市萬華區東園國小少棒隊
- 台北市重慶國中青少棒隊
- 桃園縣平鎮高中青棒隊
- 爆米花夏季聯盟二階段借將－台灣電力棒球隊（2014年7月－8月）
- 國立體育大學（台灣啤酒）棒球隊
- 中華職棒義大犀牛（2016年8月25日－2016年10月31日）
- 中華職棒富邦悍將（2016年11月1日－）

## 成棒國手經歷
- 2014年21U世界盃棒球賽中華隊
- 2026年世界棒球經典賽資格賽中華隊

## 特殊紀錄
- 2016年9月4日在新莊球場的日場比賽，面對統一7-ELEVEn獅投手布魯斯(Bruce Billings)擊出生涯首安，為一支二壘安打[12]。
- 2016年9月29日於洲際球場面對Lamigo桃猿後援投手游宗儒，擊出兩分打點全壘打，為生涯首轟。
- 2017年4月15日於新莊球場於九局下面對統一7-ELEVEn獅終結者狄馬克(Mike DeMark)，擊出生涯首支再見安打。
- 2017年4月30日於新莊球場於11局下面對Lamigo桃猿投手朱俊祥，擊出生涯第二支再見安打。
- 2025年7月14日於新莊球場第9局下面對台鋼雄鷹投手許育銘，在兩人出局滿壘的情況下，擊出生涯第三支再見安打。

## 職棒生涯成績
| 年度 | 球隊     | 出賽 | 打數 | 安打 | 全壘打 | 打點 | 盜壘 | 四死 | 三振 | 壘打數 | 雙殺打 | 打擊率 | 上壘率 | 長打率 | OPS   |
| ---- | -------- | ---- | ---- | ---- | ------ | ---- | ---- | ---- | ---- | ------ | ------ | ------ | ------ | ------ | ----- |
| 2016 | 義大犀牛 | 21   | 69   | 19   | 1      | 16   | 3    | 3    | 14   | 26     | 2      | 0.275  | 0.301  | 0.377  | 0.678 |
| 2017 | 富邦悍將 | 105  | 317  | 87   | 4      | 32   | 5    | 34   | 83   | 119    | 3      | 0.274  | 0.344  | 0.375  | 0.719 |
| 2018 | 富邦悍將 | 66   | 111  | 27   | 0      | 10   | 10   | 11   | 25   | 31     | 3      | 0.243  | 0.306  | 0.279  | 0.585 |
| 2019 | 富邦悍將 | 110  | 321  | 84   | 1      | 28   | 18   | 18   | 56   | 99     | 8      | 0.262  | 0.299  | 0.308  | 0.607 |
| 2020 | 富邦悍將 | 117  | 488  | 151  | 5      | 46   | 26   | 32   | 89   | 199    | 12     | 0.309  | 0.351  | 0.408  | 0.759 |
| 2021 | 富邦悍將 | 78   | 274  | 61   | 0      | 18   | 8    | 23   | 47   | 76     | 3      | 0.223  | 0.279  | 0.277  | 0.556 |
| 2022 | 富邦悍將 | 46   | 82   | 16   | 0      | 1    | 3    | 5    | 13   | 20     | 1      | 0.195  | 0.241  | 0.244  | 0.485 |
| 2023 | 富邦悍將 | 104  | 368  | 117  | 3      | 41   | 17   | 37   | 48   | 156    | 10     | 0.318  | 0.378  | 0.424  | 0.802 |
| 2024 | 富邦悍將 | 100  | 385  | 103  | 1      | 29   | 11   | 27   | 54   | 132    | 6      | 0.268  | 0.313  | 0.343  | 0.656 |
| 合計 | 9年      | 747  | 2415 | 665  | 15     | 221  | 101  | 190  | 429  | 858    | 48     | 0.275  | 0.326  | 0.355  | 0.681 |

## 外部連結
- 李宗賢的Facebook專頁
- 李宗賢的Instagram帳戶
- 李宗賢在台灣棒球維基館上的頁面（繁體中文）
- 李宗賢在中華職棒官網
- 李宗賢在Baseball-Reference.com（小聯盟以及海外聯盟）（英语）

| 獎項          | 獎項                              | 獎項          |
| ------------- | --------------------------------- | ------------- |
| 前任： 林智平 | 中華職棒金手套獎（三壘手） 2017年 | 繼任： 郭阜林 |